# 横尾東作
横尾 東作（よこお とうさく、天保10年2月18日（1839年4月1日） - 1903年（明治36年）7月22日）は、仙台藩士、英学者、官吏、探検家、硫黄島探検航海を成し遂げた南進論の立役者。号は鳳兮、名は常綱。「東洋のコロンブス」と呼ばれる。

## 経歴

### 戊辰戦争
陸奥国加美郡下新田村（現在の宮城県加美郡加美町）に、医師・横尾常徳（玄鑑）の嫡男として生まれる。嘉永元年（1848年）、16歳で仙台に遊学し、藩校「養賢堂」の学頭・新井雨窓に入門する。文久元年（1861年）、23歳で江戸に出て林学斎に入門する。文久3年（1863年）初秋、仙台藩江戸藩邸公儀使の大童信太夫の勧めで、福澤諭吉の塾（のちの慶應義塾）で学ぶ。慶応元年（1865年）頃、藩命により横浜でアメリカ人宣教師サミュエル・ロビンス・ブラウンに英学を学ぶ。明治元年（1868年）仙台藩英学教授となる。
慶応4年6月、戊辰戦争に際して、奥羽越列藩同盟と新潟の各国領事との交渉のため、語学力を買われて同盟側全権の葦名靱負（仙台藩参政）に同行することとなり、牧野新兵衛、庄司陳平、星恂太郎らとともに新潟に出張した。7月、会津藩士雑賀孫六郎・米沢藩士佐藤市之允と共に、新潟からイギリス船アルビオン号に乗って横浜に赴き、11ヶ国の公使に対し、列藩同盟の正当性を訴える檄文を送付した。また、3人で品川沖の榎本武揚の艦隊をひそかに訪問し、越後高田への攻撃を求めている。新政府側は横尾に対し「生捕った者には500両、首級を挙げた者には300両、住所を密告した者には150両」という懸賞金をかけて捜索したが、横尾はアメリカ船ポートセット号に乗って仙台に逃げ帰った。

### 維新後
明治3年（1870年）7月、東京府少属・運上所掛となるが10月に辞任。
明治4年（1871年）2月、山東直砥と共に英学校「北門社」の設立に関わる。
同年7月、仙台藩知事伊達宗敦に呼び戻され、仙台県中学校英学所（辛未館）の英学教師となる。同校は翌明治5年（1872年）に中学北校に改組されるが、同年10月に廃校となった。なお、辛未館での教え子に英語学者の斎藤秀三郎がいる。
同年11月、神奈川県10等出仕、修文館教師。
明治9年（1876年）神奈川県を辞し、警視庁雇外国掛。明治14年（1881年）警視属。明治16年（1883年）警視庁記録課長。明治17年（1884年）4等警視・警視庁沿革史編纂委員長。
明治18年（1885年）「南洋公会設立大意」を起草、植民による南進論を提唱した。明治19年（1886年）2月、警視庁を非職となる。明治20年（1887年）、逓信大臣榎本武揚に建白書を提出し、明治丸を借り受けて硫黄島探検航海に赴く。この航海には、東京府知事高崎五六や、府に鳥島拝借と同島への定期航路の願書を出していた玉置半右衛門、依岡省三なども同行した。この航海が1891年（明治24年）の火山列島の日本領編入のきっかけとなったとされる。明治23年（1890年）、南洋貿易会社「恒信社」を設立した。明治32年（1899年）、再び南洋諸島を航海し、足尾銅山鉱毒事件の被害農民をオランダ領東インドの未開拓の島嶼に入植させることを提案した。明治36年（1903年）小石川の富田鐵之助邸を訪問中に急逝。墓所は谷中霊園乙4-4。
横尾東作の旧蔵資料229点は、2012年11月に子孫から国立国会図書館憲政資料室に寄贈され、同年12月に「横尾東作関係文書」として公開された。

## 翻訳書
- 『童蒙教育問答 第一級』1883年。NDLJP:811118。
- 『童蒙教育問答 第二級』1883年。NDLJP:811119。
- 『童蒙教育問答 第三級』1883年。NDLJP:811120。

志爾敦（エドワード・シェルドン）の教育書の翻訳。
- 『南洋群島独案内』1889年。NDLJP:767460。

亜、若、扁都礼（アレクサンダー・ジョージ・フィンドリー）の水路誌 A directory for the navigation of the North Pacific Ocean の翻訳。